# Ківуя
Ківуя (рос. Кивуя) — присілок у Волховському районі Ленінградської області Російської Федерації.
Населення становить 15 осіб. Належить до муніципального утворення Колчановське сільське поселення.

## Історія
Згідно із законом № 56-оз від 6 вересня 2004 року належить до муніципального утворення Колчановське сільське поселення.

## Населення
| 1838 | 1862 | 1885 | 1997 | 2007 | 2010 | 2013 |
| ---- | ---- | ---- | ---- | ---- | ---- | ---- |
| 21   | ↗115 | ↘103 | ↘4   | ↗9   | ↗16  | ↘14  |
| 2017 |      |      |      |      |      |      |
| ↗15  |      |      |      |      |      |      |